# 井原伍郎
井原 伍郎（いはら ごろう、1909年10月15日 - 1974年1月7日）は、日本の経営者。福岡県福岡市出身。

## 来歴・人物
1930年に大倉高等商業学校を卒業し、同年に西部ガスに入社。1958年3月に福岡支店長に就任、取締役、常務、専務、副社長を経て、1970年2月に社長に就任。
1974年1月7日心筋梗塞のために死去。64歳没。